# Колобродово
Колобродово — деревня в Петушинском районе Владимирской области, входит в состав Петушинского сельского поселения.

## География
Деревня расположена на берегу речки Кучебищ в 22 км на северо-запад от райцентра города Петушки. 

## История
Деревня основана помещиком князем Прозоровским в 1790-1805 годах, входила в состав Ново-Спасского прихода.
В конце XIX — начале XX века деревня входила в состав Жаровской волости Покровского уезда Владимирской губернии, с 1921 года — в составе Орехово-Зуевского уезда Московской губернии, с 1924 года — в составе Воспушенской волости. В 1859 году в деревне числилось 12 дворов, в 1905 году — 20 дворов, в 1926 году — 33 двора.
С 1929 года деревня входила в состав Жаровского сельсовета Петушинского района Московской области, с 1944 года — в составе Владимирской области, с 1945 года — в составе Покровского района, с 1954 года — в составе Костинского сельсовета, с 1960 года — в составе Петушинского района, с 1984 года — в составе Аннинского сельсовета, с 2005 года — в составе Петушинского сельского поселения.

## Население
| 1859 | 1905 | 1926 | 2002 | 2010 | 2021 |
| ---- | ---- | ---- | ---- | ---- | ---- |
| 77   | ↗130 | ↗140 | ↘2   | ↗3   | ↗11  |